# Miranda Silvergren
Pour les articles homonymes, voir Miranda.
Linda Miranda Silvergren, plus connue sous le nom de Miranda, née le 18 mars 1973 en Suède, est auteur, compositeur et productrice de musique trance. Elle est originaire de Stockholm.

## Discographie

### Albums
- Phenomena (1996)
- Real Rush (1997)
- Northern Lights (1999)
- Asynja (2001)
- Rerecorded (2004)

### Singles etEP
- Timeless Worlds Of Space (1995)
- Steps To The Stars (1996)
- Year 2000 EP (1997)
- Mars Needs Women (1999)
- Feel The Effect (2000)

## Sources et Liens externes
- Miranda sur le site Discogs
- Interview at Tranceland